# Iljuschino (Kaliningrad, Nesterow)
Iljuschino (russisch Илюшино, deutsch Milluhnen, 1938–1945 Mühlengarten) ist eine Siedlung im Südosten der russischen Oblast Kaliningrad. Sie gehört zur kommunalen Selbstverwaltungseinheit Stadtkreis Nesterow im Rajon Nesterow.

## Geographische Lage
Iljuschino liegt am rechten Ufer der Pissa (in diesem Bereich vor 1945 hier auch Roßbach genannt) an einer Nebenstraße, die die Rajonshauptstadt Nesterow (Stallupönen, 1938–1946 Ebenrode) an der russischen Fernstraße A 229 (ehemalige deutsche Reichsstraße 1, heute auch Europastraße 28) mit Iljinskoje (Kassuben) sowie Kalinino (Mehlkehmen, 1938–1946 Birkenmühle) und Uwarowo (Ribbenischken, 1938–1946 Ribbenau) in der Rominter Heide verbindet. Die nächste Bahnstation ist das sechs Kilometer nordöstlich gelegene Nesterow an der Bahnstrecke von Kaliningrad (Königsberg (Preußen)) nach Tschernyschewskoje (Eydtkuhnen, 1938–1946 Eydtkau) (Teilstück der ehemaligen Preußischen Ostbahn) zur Weiterfahrt nach Litauen.

## Geschichte
Bis 1945 gehörte der bis 1938 Milluhnen und zwischen 1938 und 1946 Mühlengarten genannte Ort zum Landkreis Stallupönen (1938–1945 Landkreis Ebenrode) im Regierungsbezirk Gumbinnen der preußischen Provinz Ostpreußen. Im Jahre 1910 lebten in der Landgemeinde und im Gutsbezirk Milluhnen insgesamt 487 Einwohner.
Am 30. September 1928 wurden die Landgemeinde Milluhnen und die beiden Gutsbezirke Kerstuppen und Milluhnen zur neuen Landgemeinde Milluhnen zusammengeschlossen. Im Jahre 1933 zählte sie 448 Einwohner.
Im Jahre 1938 erfolgte die Umbenennung der Gemeinde Milluhnen in „Mühlengarten“. 1939 wurden 461 Einwohner gezählt.
Als Folge des Zweiten Weltkrieges kam der Ort zur Sowjetunion. Im Jahr 1947 erhielt er den russischen Namen Iljuschino und wurde gleichzeitig in den Dorfsowjet Prigorodny selski Sowet im Rajon Nesterow eingeordnet. Später gelangte der Ort in den Tschkalowski selski Sowet, dessen Verwaltungssitz er um 1980 selber wurde. Von 2008 bis 2018 war Iljuschino Verwaltungssitz einer Landgemeinde und gehört seither zum Stadtkreis Nesterow.

### Amtsbezirk Milluhnen/Mühlengarten 1874–1945
Zwischen 1874 und 1945 war Milluhnen (bzw. Mühlengarten) Sitz eines Amtsbezirks. Am 24. Juni 1874 wurde er aus zwölf Landgemeinden und drei Gutsbezirken gebildet, von denen heute lediglich noch das frühere Amtsdorf existiert:
| Name (bis 1938)        | Name (1938–1946) | Bemerkungen                        |
| ---------------------- | ---------------- | ---------------------------------- |
| Landgemeinden:         |                  |                                    |
| Benullen               | Weidenkreuz      | -                                  |
| Berninglauken          | Berningen        | -                                  |
| Gaidszen (Gaidschen)   | -                | 1938 nach Benullen eingemeindet    |
| Gawehnen               | -                | 1928 nach Scharfeneck eingemeindet |
| Jodszen (Jodschen)     | Hollenau         | -                                  |
| Milluhnen              | Mühlengarten     | russ.: Iljuschino                  |
| Oblauken               | -                | 1928 nach Scharfeneck eingemeindet |
| Pakalnischken          | Schleusen        | -                                  |
| Puplauken              | Ulmenau          | -                                  |
| Reckeln                | -                | 1938 nach Scharfeneck eingemeindet |
| Schillupönen           | Stolzenau        | -                                  |
| Skrudszen (Skrudschen) | Lengfriede       | -                                  |
| Gutsbezirke:           |                  |                                    |
| Kerstuppen             | -                | 1928 nach Milluhnen eingemeindet   |
| Kisseln                | -                | 1928 nach Scharfeneck eingemeindet |
| Milluhnen              | -                | 1928 nach Milluhnen eingemeindet   |

Als Folge der damals politisch gewollten Umbenennungen von Gemeinden erhielt auch der Amtsbezirk Milluhnen im Jahre 1938 den Namen „Amtsbezirk Mühlengarten“.

### Iljuschinskoje selskoje posselenije 2008–2018

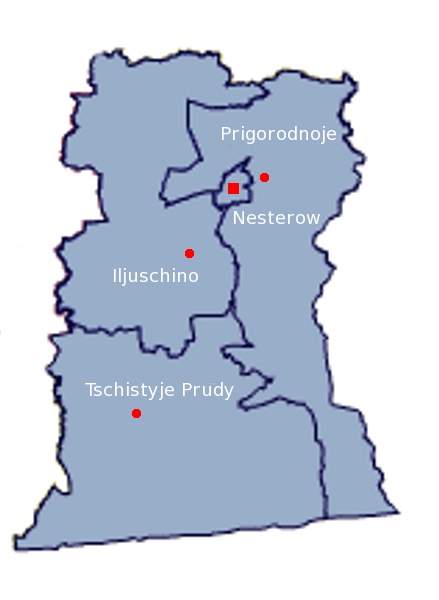
Lage der Landgemeinde Iljuschinskoje selskoje posselenije im Rajon Nesterow

Die Landgemeinde Iljuschinskoje selskoje posselenije (ru. Илюшинское сельское поселение) wurde im Jahr 2008 im Rajon Nesterow eingerichtet und umfasste 16 Siedlungen. Diese gehörten vorher den Dorfbezirken Sawetinski selski okrug und Tschkalowski selski okrug an. Im Jahr 2018 wurde die Gemeinde aufgelöst und deren Siedlungen in den neu gebildeten Stadtkreis Nesterow einbezogen.
| Ortsname                       | deutscher Name                  |  | Ortsname                | deutscher Name           |
| ------------------------------ | ------------------------------- |  | ----------------------- | ------------------------ |
| Chutorskoje (Хуторское)        | Gurdszen (Schwichowshof)        |  | Sawodskoje (Заводское)  | Schwirgallen (Eichhagen) |
| Diwnoje (Дивное)               | Bf. Trakehnen                   |  | Scholochowo (Шолохово)  | Willkinnen (Willdorf)    |
| Furmanowka (Фурмановка)        | Alt Kattenau/Neu Trakehnen      |  | Seljonoje (Зелёное)     | Grünhaus                 |
| Jasnaja Poljana (Ясная Поляна) | (Groß) Trakehnen                |  | Sosnowka (Сосновка)     | Danzkehmen (Oettingen)   |
| Iljuschino (Илюшино)           | Milluhnen (Mühlengarten)        |  | Sowchosnoje (Совхозное) | Mattischkehmen           |
| Kalinowo (Калиново)            | Alt Budupönen (Altpreußenfelde) |  | Tschkalowo (Чкалово)    | Enzuhnen (Rodebach)      |
| Neschinskoje (Нежинское)       | Neu Kattenau                    |  | Watutino (Ватутино)     | Tutschen                 |
| Sadowoje (Садовое)             | Jentkutkampen (Burgkampen)      |  | Wyssokoje (Высокое)     | Schilleningken (Hainau)  |

## Kirche
Die überwiegend evangelische Bevölkerung von Milluhnen bzw. Mühlengarten war bis 1945 in das Kirchspiel Enzuhnen (1938–1946 Rodebach, heute russisch: Tschkalowo) eingepfarrt, das zum Kirchenkreis Stallupönen (1938–1946 Ebenrode, russisch: Nesterow) in der Kirchenprovinz Ostpreußen der Kirche der Altpreußischen Union gehörte. Letzter deutscher Geistlicher war Pfarrer Max Dörr.
Zur Zeit der Sowjetunion kam das kirchliche Leben in Iljuschino zum Erliegen. Seit den 1990er Jahren gibt es eine neue evangelische Gemeinde im benachbarten Jasnaja Poljana (Groß Trakehnen), die zur Propstei Kaliningrad in der Evangelisch-Lutherischen Kirche Europäisches Russland (ELKER) gehört. Das zuständige Pfarramt ist das der Salzburger Kirche in Gussew (Gumbinnen).

### Kirchenbücher
Zahlreiche Kirchenbücher des Kirchspiels Enzuhnen (Rodebach) aus dem 18. und 19. Jahrhundert sind erhalten und werden beim Evangelischen Zentralarchiv in Berlin-Kreuzberg aufbewahrt.

## Pflanzenkläranlage Iljuschino
Im Jahr 2005 wurde als deutsch-russisches Investitionsprojekt der Bau einer Pflanzenkläranlage als Lösung für die Abwasserentsorgung im ländlichen Raum der Oblast Kaliningrad unternommen, als deren Standort Iljuschino gewählt worden war. Das Abwasser der Siedlung Iljuschino wurde vorher ungereinigt in den Fluss Glubokaja bzw. auf Wiesenflächen abgeleitet.
Entstanden ist ein Bau, der dem Projektpartner ein einfaches, kostengünstiges und naturnahes Verfahren der Abwasserbehandlung speziell im ländlichen Raum aufzeigt: eine zweistraßige und dreistufige Anlage, in der die Abwässer weitgehend biologisch gereinigt werden. Das Abwasser durchfließt zuerst ein betoniertes Vorklärbecken, in dem sich der Schlamm absetzen kann, und anschließend nacheinander jeweils zwei längliche flache bepflanzte Teiche. Am Ende des zweiten Teiches passiert das Abwasser eine Sandfilterstufe, bevor es, auch von Algen und anderen abfiltrierbaren Stoffen gereinigt, in den nahe liegenden Bach geleitet wird.
Das deutsche Bundesumweltministerium und das Umweltbundesamt förderten durch Beratung und Planung, die Deutsche Bundesstiftung Umwelt unterstützte die Bauvorbereitung und den Bau der Anlage. Die Kaliningrader Gebietsverwaltung ist verantwortlich für den nachhaltigen Betrieb.